# I Try
«I Try» —en español: «Trato»— es una canción escrita por Macy Gray, Jeremy Urzumna, Lim Jilnsoo y Wilderis David. Fue lanzada como segundo sencillo del álbum debut de Macy Gray On How Life Is, en septiembre de 1999 en Reino Unido. Hasta la fecha es el mayor éxito comercial de Macy Gray, después de haber llegado al número 6 en Reino Unido, al 5 en Estados Unidos y al número uno en Australia, Nueva Zelanda e Irlanda.
"I Try" ganó el Premio Grammy 2001 por "Mejor Interpretación Vocal Pop Femenina" y recibió otras dos nominaciones, en la categoría "Álbum del Año" y "Canción del Año".
Carly Rae Jepsen realizó una versión de la canción en Canadian Idol.

## Video musical
El vídeo musical producido para la canción fue dirigido por Mark Romanek, y muestra a Gray despertando en una habitación de hotel, comprando flores y viajando por la ciudad de  Nueva York. El video ganó el MTV Video Music Awards por "Mejor Artista Nuevo" y también fue nominado como "Mejor Video Femenino"

## Usado en la cultura popular
La canción aparece en las series de televisión The Office, Spin City, Daria, Tatort, Gilmore Girls y en la segunda serie final de Mrs Brown's Boys, en las películas Love Jones, Picture Perfect, Ghosts of Girlfriends Past y Alvin and the Chipmunks: The Squeakquel.

## Lista de canciones
CD 1 (Reindo Unido)
1. «I Try» (Álbum Versión)
2. «I Try» (Full Crew Mix)
3. «Don't Come Around»

CD 2 (Reino Unido)
1. «I Try» (Álbum Versión)
2. «I Try» (JayDee Remix)
3. «I Try» (Bob Power Remix)

CD Sencillo (Europa)
1. «I Try»
2. «Rather Hazy»
3. «I Try» (Full Crew Mix - Extended 2 - No Vocoder)

## Posicionamiento en listas
| Listas (1999-2000)                                  | Mejor posición |
| --------------------------------------------------- | -------------- |
| Alemania (Offizielle Deutsche Charts)               | 16             |
| Australia (ARIA)                                    | 1              |
| Austria (Ö3 Austria Top 40)                         | 3              |
| Bélgica (Flandes) (Ultratop 50)                     | 23             |
| Canadá (RPM Top Singles)                            | 2              |
| Estados Unidos (Billboard Hot 100)                  | 5              |
| Estados Unidos (Mainstream Top 40)                  | 1              |
| Estados Unidos (Adult Contemporary)                 | 21             |
| Estados Unidos (Adult Top 40)                       | 2              |
| Estados Unidos (Bubbling Under Hot 100)             | 2              |
| Estados Unidos (Bubbling Under R&B/Hip-Hop Singles) | 21             |
| Francia (SNEP)                                      | 29             |
| Irlanda (IRMA)                                      | 1              |
| Nueva Zelanda (Recorded Music NZ)                   | 1              |
| Noruega (VG-lista)                                  | 5              |
| Países Bajos (Dutch Top 40)                         | 39             |
| Reino Unido (The Official Charts Company)           | 6              |
| Suecia (Sverigetopplistan)                          | 52             |
| Suiza (Schweizer Hitparade)                         | 13             |